# FC Oeding
Der FC Oeding (offiziell: Fußballclub Oeding von 1925 e. V.) ist ein Sportverein aus Südlohn im Kreis Borken. Die erste Fußballmannschaft der Frauen spielte drei Jahre in der Regionalliga West.

## Geschichte
Der Verein wurde im Jahre 1925 gegründet. Neben Fußball bietet der Verein noch Badminton, Eltern-Kind-Turnen, Frauenfitness und Tischtennis an. Heimspielstätte der Fußballabteilung ist das Grenzstadion.
Die Frauenfußballabteilung besteht seit 1981. Fünf Jahre später stieg die Mannschaft in die Bezirksliga auf, bevor 1996 der Aufstieg in die Landesliga erreicht wurde. Zwei Jahre später erreichten die Oedingerinnen die Verbandsliga Westfalen. Im Jahre 1999 erreichte die Mannschaft das Endspiel des Westfalenpokals. Vor 400 Zuschauern unterlag der FC Oeding auf eigenem Platz der SG Wattenscheid 09 mit 2:3 und verpasste die Qualifikation für den DFB-Pokal nur knapp. Ein Jahr später wurden die Oedingerinnen Westfalenmeister und stiegen in die Regionalliga West auf.
Nach einem achten Platz in der Aufstiegssaison ging es in der folgenden Saison 2001/02 als abgeschlagener Tabellenletzter wieder runter in die Verbandsliga. Drei Jahre später gelang der erneute Aufstieg in die Regionalliga, dem nach nur einem Jahr der direkte Wiederabstieg folgte. In den folgenden Jahren kam die Mannschaft in der Verbands- bzw. Westfalenliga nicht mehr über Mittelmaß hinaus und musste im Jahre 2014 in die Landesliga absteigen. Am Ende der nächsten Saison stieg die Mannschaft erneut in die Bezirksliga ab.
Die erste Männermannschaft tritt in der Kreisliga A an. Zwischen 1996 und 2001 spielte die Mannschaft in der Landesliga.

## Persönlichkeiten
- Manfred Bockenfeld
- Anja Siegers